# Neolamprologus brevis
Neolamprologus brevis és una espècie de peix de la família dels cíclids i de l'ordre dels perciformes.

## Morfologia
Els mascles poden assolir els 5,5 cm de longitud total.

## Distribució geogràfica
És un endemisme del llac Tanganyika (Àfrica oriental)

## Comportament
N. brevis, a diferència d'altres cíclids propers com Neolamprologus similis, els dos membres de la parella viuen tots dos sempre en una mateixa closca. El mascle, més gran, acostuma a sortir-ne abans per a inspeccionar si hi ha cap perill abans que ho faci la femella.